# Casearia rufescens
Casearia rufescens är en videväxtart som beskrevs av Jacques Cambessèdes. Casearia rufescens ingår i släktet Casearia och familjen videväxter. Inga underarter finns listade i Catalogue of Life.